# Неделкова клиника
 Тази статия е за първоначалната къща на семейството.  За къщата от 1924 година вижте Неделкова къща.  
Неделкова къща (на гръцки: Κτίριο Νεδέλκου, Οικία Νεδέλκου, Κλινική Νεδέλκου) е историческа постройка в град Солун, Гърция.

## Местоположение
Сградата е разположена на главната улица на града „Егнатия“ № 109, на кръстовището с „Константинос Палеологос“.

## История
Построена е в 1909 година за доктор Йоанис Неделкос (1867 - 1950). На приземния етаж се помещават аптека, кръчма, както и офисът и лекарският кабинет на Йоанис Неделкос. Синът му Константинос Неделкос (1904 - 1987) превръща сградата в клиника в 1930 година, като добави друга сграда в двора на къщата.
Солунското земетресение в 1978 година сериозно поврежда къщата, тя е обявена за опасна, семейство Неделкови я напуска и общината започва процес по отчуждаване, за да може да се отвори улица „Патриархис Йоаким“ и да има видимост между „Свети Георги“, „Свети Пантелеймон“ и „Света София“. Константин Неделкос се опитва да я дари на общината, която обаче отказва да я приеме и в 1980 година започва поетапно разрушаване на къщата от покрива надолу. В 1983 година обаче къщата е обявена за защитен паметник от Министерството на културата. В 1984 година общината сменя плана си, тъй като междувременно жилищното строителство променя възможността за видима комуникация между трите паметника, но сградата без покрив се руши. В 1994 година общината приема дарението на Неделкос, но сградата продължава да се руши. В 1997 година Солун е културна столица на Европа и в сградата е реновирана. В 2001 година къщата е отстъпена на Светогорското огнище, организация, чийто съоснователи са община Солун и Света гора.

## Архитектура
В архитектурно отношение е сграда с приземен етаж, проектиран за търговска употреба и жилищен етаж. Автор е архитект Ксенофон Пеонидис. Архитектурата е еклектична, със силни елементи от барок, османско и неокласическо влияние. Сградата има османски чардаци, бароков фронтон с релефни ангели, косници, врати с антемиони, релефни барокови маски и неокласически фалшиви колони. За съжаление фасадите на сградата са единственото запазено от оригинала. В мазето има запазен кладенец, както и основния камък на сградата. Чугунените колони, които се откриват в сградата, се наблюдават и в Копринената фабрика „Бенузилио“, Сградата в пристанището, Бирарията „Зитос“ в Лададика, Болницата „Свети Димитър“ и Кирцис хан.